# Barbeuia
Barbeuia, maleni biljni rod iz reda klinčićolike čija jedina vrsta lijana B. madagascariensis, čini samostalnu porodicu Barbeuiaceae. Raste samo na otoku Madagaskaru.